# Euleptorhamphus
Euleptorhamphus – rodzaj ryb z rodziny półdziobcowatych (Hemiramphidae).

## Klasyfikacja
Gatunki zaliczane do tego rodzaju:
- Euleptorhamphus velox
- Euleptorhamphus viridis